# 全面性教育
全面性教育（簡稱）也稱為全方式性教育、綜合式性教育，是一種性教育類型。與之對立的是守貞教育。這種性教育基於其課程規劃，探討性的認知、情緒、身體和社會層面的意義。推廣原因是因為學生理解此議題後，可以認識其身體、生殖過程、避免不安全性行為，以減少像HIV及HPV等性傳染病的患病率，減少非預期懷孕，並減少家庭暴力和[性別暴力]的發生率  。
全面性教育課程包括了許多和性與生殖健康及權利有關的主題。有關人類性行為的課程會依受眾而調整，但多半會以青春期、成年、性交及最低合法性行為年齡這些內容中，選擇適合受眾年齡的資訊。其中會包括提倡安全性行為，例如正確使用避孕用具、和性伴侶溝通意願、以及進行性傳染疾病的檢查等。全面性教育課程會討論到懷孕的相關影響，例如孕產婦健康、親職教養、收養以及流產。全面性教育課程也會強調有關性取向、性別認同、性別表現及性別特徵的議題
美國有些州有立法要求公立學校有的性教育教材需要兼顧全面以及包容。有關全面性教育相較於守貞教育的優點，目前最大多數人同意的是，全面性教育認知到青少年後續會處於性活躍狀態。全面性教育可以鼓勵青少年事先做計劃，在性行為上設法作出最健康的決定。這種讓青少年為未來性經驗做好準備的概念，也可以從全面性教育中的大部份主題可以看出，其中包括許多種避孕的方式，以及婉拒性行為的技巧。

## 歷史
至2019年為止，美國性教育是在州級的層級強制執行的，各州、特區以及學校董事會負責決定實現聯邦性教育政策的方式。目前，50州裡有24州（以及哥倫比亞特區）強制一般性的性教育，而且34州有強制的HIV教育。在強制進行性教育的州裡，聯邦沒有規則一定要以全面性教育的方式進行性教育。
在喬治·沃克·布希總統任期內，保守的共和黨國會議員強烈支持守貞教育。而在巴拉克·歐巴馬總統任期內，有反對守貞教育的呼聲，建議取消此一性教育方式。在唐納·川普就任總統時，聯邦議程又變成支持守貞教育的性教育方式。
依照美国疾病控制与预防中心2014年所作的學校衛生場所和實踐研究，高中課程中有關人類性行為的課程平均是6.2小時，主要強調禁慾。不過同一個研究中發現在有關HIV、其他性傳播疾病以及避孕等主題的課程只有4小時，甚至更短。

## 益處
研究指出全面性教育比完全不進行性教育，或是進行守貞教育要有效。認知到學生可能會有婚前性行為而不是忽略此一事實（這是守貞教育遭到批評的原因）讓教育者可以提供學生在未來安全地有性生活的必要資訊。此外，若青少年的性取向不是異性戀，或是其性別認同和其出生時的指定性別不同，他們的性風險行為以及不良健康結果會比異性戀及順性向的同儕要高。性教育者認為特別關注少數族群的全面性教育，在改善健康不平等，確保所有人（包括LGBTQ+青少年、少數種族、或是有身心障礙的學生）的生存權益。
有清楚的證據可證實，全面性教育對性和生殖健康（SRH）有正面的影響，特別是在減少性傳播疾病、HIV以及未預期懷孕這些方面。性教育不會加快性行為的發生，會讓青少年有較安全的性行為，且會將初次性行為時間往後移。2014年有個有關學校性教育計劃的回顧研究，可以看出對HIV有較多的認識、有關保險套使用以及婉拒性行為的自我效能提昇、避孕工具以及保險套使用的增加、性伴侶數量的減少，也減慢初次性行為的出現。有個針對41個隨機對照試驗的考科藍評論，隨機對照試驗來自美國、奈及利亞以及墨西哥，此評論證實全面性教育可以預防未預期的青少年懷孕。在有關未成年懷孕的教育上，全面性教育效果很好，因為可以讓青少年知道，未成年懷孕以及養育小孩，不但對於順利完成高中學業有顯著的負面影響，也會影響到未來的工作前景。有一個肯亞的研究，其中是針對在中學時已有活躍性生活的學生，其中有超過六千個有接受性教育的學生，另外也有超過六千個是沒有接受性教育的學生，前者的初次性行為時間比後者要晚、保險套使用情形也比較普遍。全面性教育也減少性行為的頻率、性伴侶的人數，這些也減少了性傳染疾病傳播的速度。
联合国艾滋病规划署（UNAIDS）及非洲联盟認可全面性教育在增加保險套使用、鼓勵自願的HIV檢查及減少青少女懷孕上的正面影響，在針對非洲的年輕女性及少女，快速追蹤HIV應對措施以及終結AIDS流行的作法中，將全面性教育列為關鍵建議項目之一。
在性教育的領域漸漸發展時，為了增加在性和生殖健康上的正面影響，越來越多人著重在陳述性別、權力關係以及人權。將性別和人權整合進來讓性教育更加的有效。有一個回顧研究，以22個教材為基礎的性教育計劃為對象，發現陳述到性別以及權力關係的計劃中，有80%和懷孕、青少年育兒或是性病的明顯減少有相關。這些計劃的效果是沒有提到性別或權力計劃的五倍。全面性教育讓年輕人可以批判式的反思其環境以及行為，促進性別平等以及公平的社會規範，這些是提昇健康結果（包括HIV感染率）的重要促進因素。若全面性教育伴隨著讓年輕人易於取得高品質的避孕相關服務和商品，其影響會更大。
有關教育領域專證的全球研究也發現，教授性教育可以建立自信，這在延遲青少年初次性行為，以及使用像保險套等避孕工具上都是必要的。全面性教育在提昇知識、自尊、改變態度、性別規範及社會規範，以及建立自我效能上都有幫助。

## 批評

### 全面性
美國有關全面性教育的推動正在展開，不過各州政府很難規範課堂上要教哪些內容，不要教哪些內容。這主要是因為全面性教育本身的缺乏定義。全面性教育有潛力包括大範圍的性知識，而不同教材之間所著重的焦點也有很大的差異。教育工作者也指責許多基層教育工作者將全面性教育當作「擴充版的充貞教育」（abstinence-plus），因為實務上全面性教育和身體相關的資訊相當的少，而且常過度提倡婚前的性禁慾。麻州大學波士頓分校的教授Sharon Lamb在2013年時表示：「所謂的全面性教育，因為教材要符合聯邦、各州以及地方上的要求，已經比較不全面了。」。

### 學校的情境
在十九世紀後期以前的美國和加拿大，教授性教育主要是父母的責任。現今，美國性知識及性教育諮詢中心（Sexuality Information and Education Council of the United States , SIECUS）的計劃會在幼兒園前（pre-kindergarten）就開始有配合該年齡的全面性教育課程，因此產生了是否適合對此年齡的兒童教授有關性知識的評論。

## 來源
本条目包含了自由内容作品内的文本。 在CC-BY-SA IGO 3.0下释出（许可证声明）: 《Emerging evidence, lessons and practice in comprehensive sexuality education: A global review 2015》, 14, 15, 25, 29, UNESCO, UNESCO. UNESCO. 欲了解如何向维基百科条目内添加开放许可证文本，请见这里；欲知如何重用本站文字，请见使用条款。 